# Tour de France 2020
Tour de France 2020 var den 107:e upplagan av cykeltävlingen Tour de France. Tävlingen var först planerad att som vanligt genomföras i juli, men senarelades på grund av coronaviruspandemin och genomfördes istället mellan den 29 augusti och den 21 september och bestod av 21 etapper.

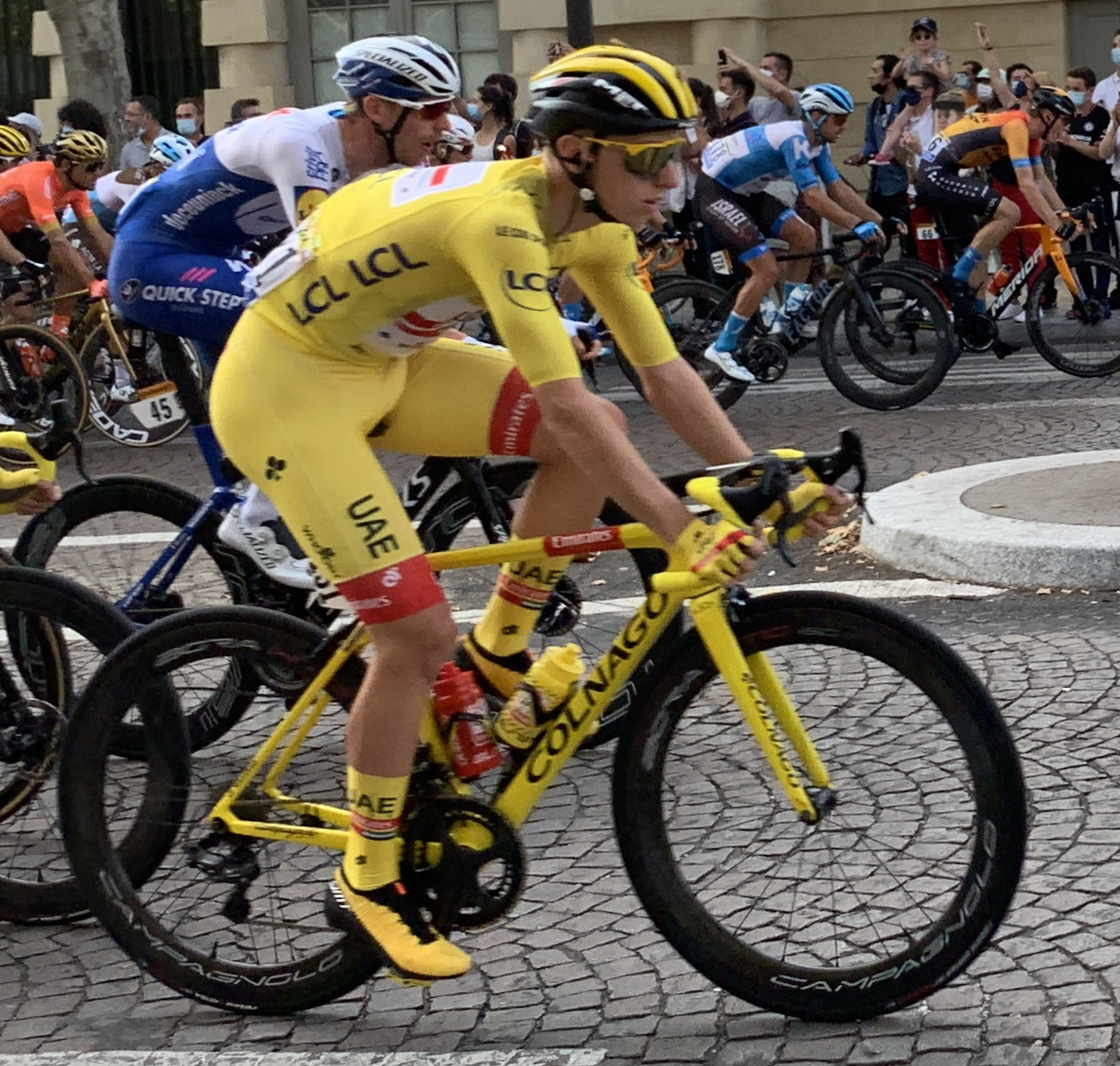
Tadej Pogačar vid den 122 km långa avslutande uppvisningsetappen i Tour de France 2020.

Tadej Pogačar vann loppet då han också vann den nionde, 15:e och 20:e etappen.
Inför näst sista etappen av Tour de France 2020 låg Pogačar tvåa bakom landsmannen Primož Roglič med 57 sekunder. Men efter en seger på den 32 km långa enkelstartsetappen klev han förbi Roglic och var istället 59 sekunder före inför den 122 km långa avslutande uppvisningsetappen.
Pogačar tog sig enkelt i mål på Champs-Élysées i Paris och blev den näst yngsta segraren av Tour de France någonsin. Bara Henri Cornet var yngre när han vann Tour de France 1904 som 19-åring.
Tadej Pogacar blev den första slovenen någonsin som vunnit Tour de France.